# 2002 у Тернопільській області
| Роки в Тернопільській області: ← · 2000 · 2001 · 2002 · 2003 · 2004 · 2005 · 2006 · 2007 · 2008 · 2009 · 2010 · 2011 · 2012 · 2013 · 2014 · 2015 · 2016 · 2017 · 2018 · 2019 · 2020 · 2021 · 2022 · 2023 · 2024 · 2025 Див. також: XIX століття · XX століття |

2002 рік у Тернопільській області:

## Міста-ювіляри
- 480 років з часу заснування м. Чорткова.

## Річниці
- 65 років з часу заснування Кременецького краєзнавчого музею.
- 60 років з часу виходу в світ книги І. Теслі «Наша Батьківщина».
- 1 вересня — 45 років Тернопільській медичній академії ім. І. Горбачевського.
- 45 років Струсівській заслуженій самодіяльній капелі бандуристів «Кобзар».
- 70-річчя голодомору в Україні.

### Річниці від дня народження
- 3 січня — 80 років від дня народження українського громадського діяча, історика, журналіста Василя Вериги.
- 4 січня — 120 років від дня народження українського композитора, диригента, музичного діяча Євгена Турули.
- 18 січня — 110 років від дня народження українського актора, режисера і театрального діяча Панаса Карабіневича.
- 19 січня
  - 90 років від дня народження українського визначного діяча національно-визвольного руху Ярослава Стецька.
  - 80 років від дня народження вченого-фізіолога, доктора біологічних наук Степана Стояновського.
- 26 січня — 80 років українського від дня народження української письменниці, художниці, громадської діячки Тетяни Федорів.
- 1 лютого — 100 років від дня народження української поетеси, малярки, скульпторки Оксани Лятуринської.
- 17 лютого — 110 років від дня народження українського найвизначнішого українського церковного та громадського діяча, кардинала, Патріарха Йосифа (Сліпого).
- 22 березня — 75 років від дня народження українського літературознавця, фольклориста, доктора філологічних наук, професора Теофіля Комаринця.
- 23 березня — 75 років від дня народження українського доктора історичних наук, публіциста, церковного і громадського діяча Мирослава Лабуньки.
- 25 березня — 135 років від дня народження українського кардинала греко-католицької церкви, Преосвященного Владики Григорія Хомишина.
- 30 березня — 80 років від дня народження українського поета, вояка УПА Мирослава Кушніра.
- 5 квітня — 80 років від дня народження українського актора, народного артиста УРСР Петра Ластівки.
- 13 квітня — 70 років від дня народження українського журналіста, дослідника, громадсько-політичного діяча Богдана Леськіва.
- 14 квітня — 80 років від дня народження українського історіографа української медицини Павла Пундія.
- 18 квітня — 70 років від дня народження українського поета, публіциста, лауреата Всеукраїнської премії ім. братів Лепких Георгія Петрука-Попика.
- 8 травня — 75 років від дня народження українського художника Ростислава Глувка.
- 7 червня — 125 років від дня народження українського релігійного діяча, першого українського Єпископа у Канаді Никити Будки.
- 12 червня — 110 років від дня народження українського публіциста, видавця, церковного діяча, композитора, лікаря Арсена Річинського.
- 22 червня — 100 років від дня народження українського поета, композитора, священика-богослова Олеся-Петра Герети.
- 23 червня — 120 років від дня народження українського мовознавця, бібліографа, історика, журналіста, етнографа Зенона Кузелі.
- 15 липня — 110 років від дня народження українського політичної і громадської діячки, журналістки, письменниці Мілени Рудницької.
- 2 серпня — 50 років від дня народження українського письменника, журналіста, редактора, краєзнавця Богдана Мельничука.
- 10 серпня — 50 років від дня народження українського письменника, перекладача, педагога Олександра Астаф'єва.
- 19 серпня — 110 років від дня народження українського ученого-географа, педагога Івана Теслі.
- 27 серпня — 50 років від дня народження українського художнього керівника Тернопільського українського драматичного театру ім. Т. Г. Шевченка Михайла Форгеля.
- 29 серпня — 90 років від дня народження українського вченого-фізика Богдана Блажкевича.
- 2 вересня — 100 років від дня народження українського професора філософії Григорія Маланчука.
- 15 вересня — 110 років від дня народження українського композитора поета, диригента і педагога, музичного, громадського діяча і критика Михайла Гайворонського.
- 125 років від дня народження української художниці, народної художниці України Олени Кульчицької.
- 20 вересня — 90 років від дня народження української драматичної актриси і співачки Стефа Стадниківни.
- 23 вересня — 130 років від дня народження української народної співачки, педагога, заслуженого діяча мистецтв України Соломії Крушельницької.
- 29 вересня — 130 років від дня народження українського фольклориста, педагога і перекладача Осипа Роздольського.
- 7 жовтня — 80 років від дня народження українського співака в Канаді Йосипа Гошуляка.
- 14 жовтня — 60 років з часу утворення Української повстанської армії (УПА).
- 20 жовтня — 100 років від дня народження української письменниці Марії Кремінярівської.
- 24 жовтня — 120 років від дня народження української піаністки, педагога і музичного критика Софії Дністрянської.
- 28 жовтня — 140 років від дня народження українського актора, співака, режисера Степана Яновича.
- 30 жовтня — 120 років від дня народження українського живописця-монументаліста Михайла Бойчука.
- 9 листопада — 130 років від дня народження українського письменника, літературознавця, перекладача, педагога і громадського діяча Богдана Лепкого.
- 3 грудня — 125 років від дня народження українського географа, академіка Степана Рудницького.
- 31 грудня — 130 років від дня народження українського вченого-математика Володимира Левицького.